# Domesday Book

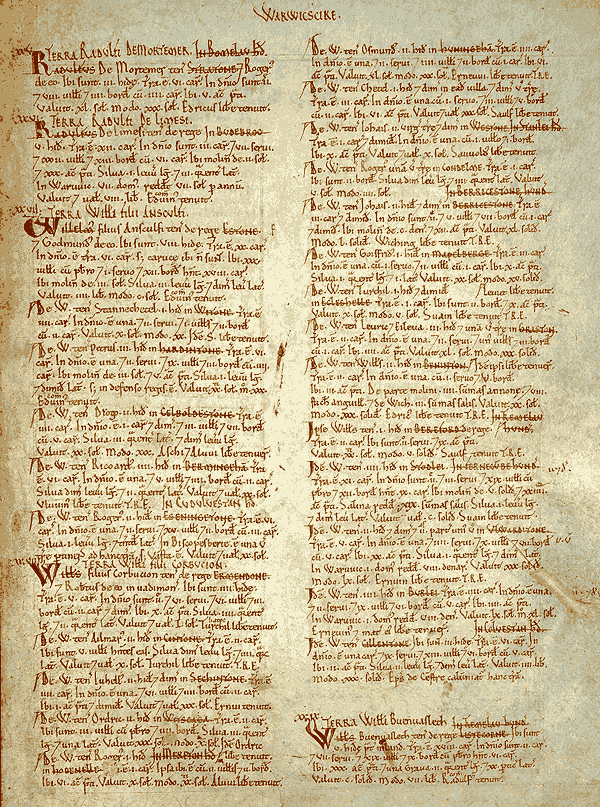
Begin van het overzicht van Warwickshire in het Domesday Book

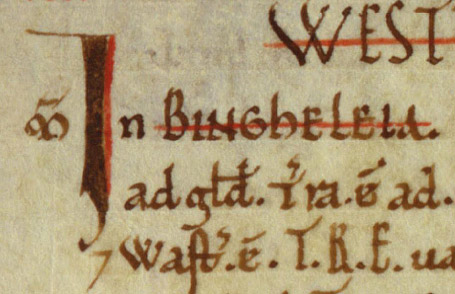
Detail van het lemma Bingley ("Bingheleia") in het Domesday Book

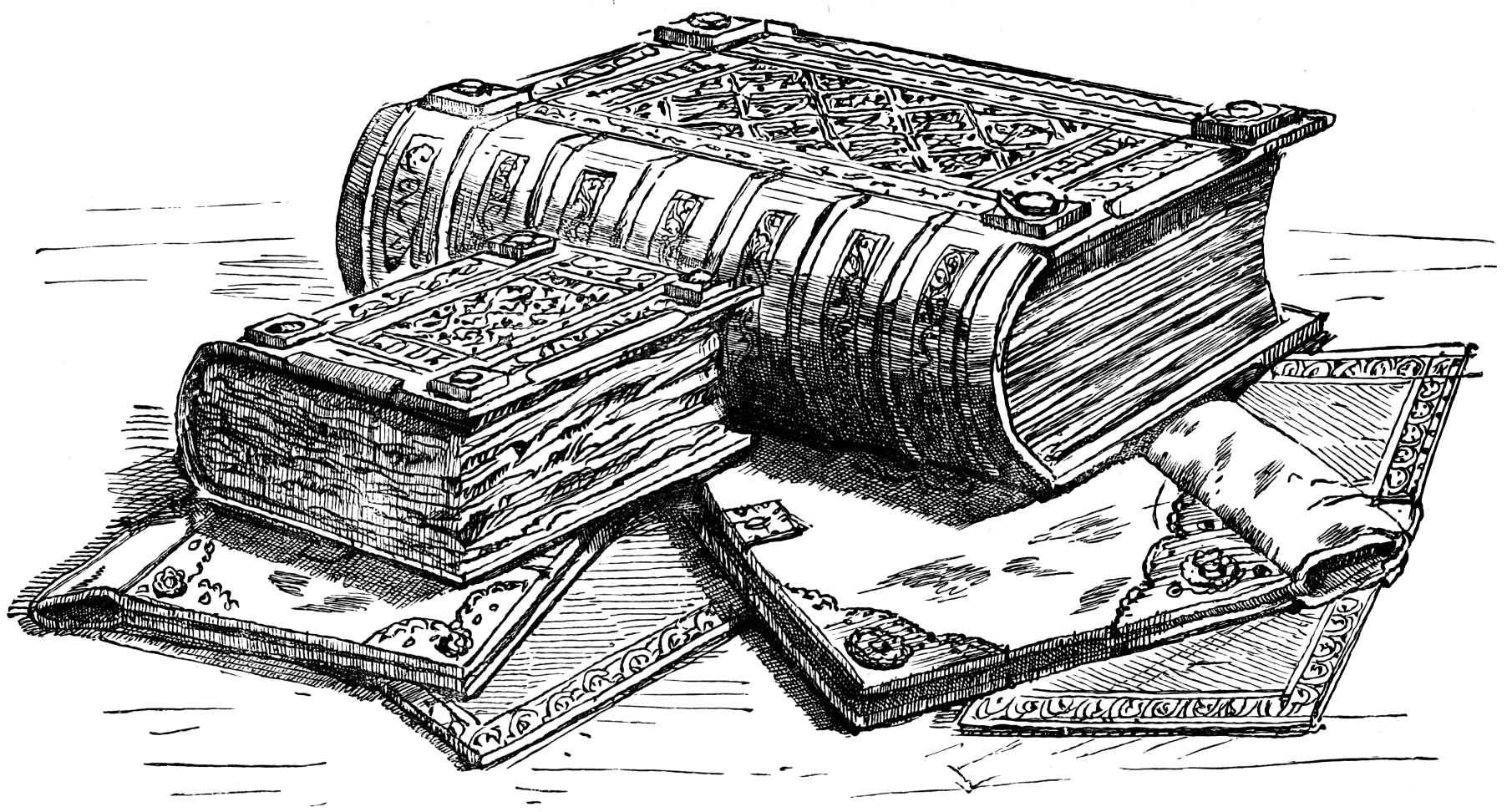
Domesday Book, gravure van Andrew Williams, uit Historic Byways and Highways of Old England, 1900

Het Domesday Book (Liber de Wintonia, 1086) is een uitgebreid overzicht in het Latijn van alle bezittingen en eigenaren in Engeland voor en na 1066. Het werd samengesteld in opdracht van Willem de Veroveraar om belasting te kunnen heffen. Het is vergelijkbaar met een kadaster.

## Het boek
Koninklijke commissarissen trokken in twee ploegen voor bevinding en controle het land door om al het belastbare bezit tot in detail te beschrijven. Daarbij bezochten ze niet alle plaatsen zelf, maar hielden ze bijeenkomsten in rechtbanken waar landheren en andere betrokkenen verklaringen aflegden over de bezittingen. Het uiteindelijke overzicht werd beschouwd als beslissend bij conflicten, onherroepelijk zoals op de dag des oordeels vandaar de naam Domesday Book. De eigenlijke benaming is overigens Descriptio totius Angliae (Beschrijving van geheel Engeland). In opdracht van de koning werd een lijst van antwoorden op twintig vragen per bezitting opgesteld, waarin de waarde van al het land werd geschat, eerst ten tijde van koning Eduard de Belijder, vervolgens op het tijdstip dat het bezit in andere handen overging en ten slotte op het tijdstip van het onderzoek.
Uit de Anglo-Saxon Chronicle blijkt dat het onderzoek werd opgezet in 1085 en uit het colofon van het Domesday Book zelf blijkt dat het werk in 1086 werd gestopt. Het werd niet helemaal voltooid, en sommige steden ontbreken, zoals Londen en Winchester.
Het Domesday Book bestaat uit twee delen, Little Domesday voor Essex, Suffolk en Norfolk, en Great Domesday voor de overige county's. Great Domesday werd in de vorige eeuw in twee delen opnieuw gebonden. Het Domesday Book werd oorspronkelijk bewaard in Winchester, de toenmalige hoofdstad. Vanwege dit feit werd het ook wel aangeduid als het Book of Winchester (Liber de Wintonia). Toen Londen de hoofdstad werd, verhuisde ook het werk daarheen. Het bevindt zich nu in de National Archives (voorheen Public Record Office) in Londen.

## Domesday Project
Ter gelegenheid van het 900-jarig bestaan van het Domesday Book mobiliseerde de BBC samen met andere organisaties een miljoen burgers in het Domesday Project. De deelnemers, waaronder veel scholieren, legden in het ene deel van dit project hun leven en omgeving vast voor latere generaties. In het andere deel verzamelden beroepskrachten zoals geografen, statistici en fotografen gegevens over Engeland. Rond de millenniumwisseling dreigden de data echter al onleesbaar te worden doordat er nauwelijks nog geschikte apparatuur bestond om de laserdisks uit 1986 uit te lezen. Met computers die de oude apparatuur emuleerden werd dit probleem opgelost. Sinds 2011 is het materiaal beschikbaar via een website.